# Alexandre Falguière
Jean-Alexandre-Joseph Falguière (Toulouse, 7 de septiembre de 1831 - París, 19 de abril de 1900) fue un escultor francés de estilo académico y pintor de cuadros que se han clasificado dentro del realismo.

## Biografía
Nació el 7 de septiembre de 1831 en Toulouse.

### Inicios
Alumno de François Jouffroy y de la École des Beaux-Arts de París. Tras este periodo de formación, se establece en la capital de Francia como artista independiente. Durante estos años entabló amistad con Olin Levi Warner y Marius Jean Mercier.
En 1859 Falguière es laureado junto a Louis-Léon Cugnot, con el primer gran Premio de Roma de escultura, con un relieve titulado Mecencio herido, salvado por la audacia de su hijo Lauso. Obra basada en un fragmento de le Eneida de Virgilio. Este premio le permitió permanecer becado en la Villa Médicis de Roma durante tres años. La influencia de las esculturas de la antigüedad clásica y del Renacimiento le impulsaron hacia el Realismo.
Con 33 años inicia su participación en los Salones de París, con la obra Vencedor en la pelea de gallos (1864). Esta es su primera estatua en bronce de importancia. En la ceremonia de entrega de premios fue alabada la gran vitalidad de la representación naturalista.
Cuatro años más tarde, fue galardonado con la medalla de honor en el Salón de París (1868), por la obra que representa al mártir cristiano Tarsicio en el momento de ser lapidado por los paganos. Esta obra titulada Tarsicio el niño mártir cristiano había sido realizada el año anterior (1867). Ambos bronces fueron exhibidos en el Museo de Luxemburgo y se conservan actualmente en el Museo de Orsay .

### La pintura
A partir de 1873 Falguière también se dedicó cada vez más a la pintura, tomando como tema central retratos y paisajes. Falguière fue influido en esta disciplina por Jean Jacques Henner, centrándose en el análisis de la luz y la sombra.
En comparación a la escultura, su pintura es algo inferior en mérito. Muestra un fino sentido del color y del tono, sumado a la vitalidad y el vigor que le infunde a su trabajo plástico.
Entre sus pinturas destacan Los luchadores (1875) y Abanico y Daga (1882; una desafiante mujer española) que se encontraban en el Museo de Luxemburgo; otros cuadros de importancia son la Decapitación de San Juan Bautista (1877), La Esfinge (1883), Acis y Galatea (1885) y Mujer anciana y niño (1886). 

### Periodo de madurez en la escultura

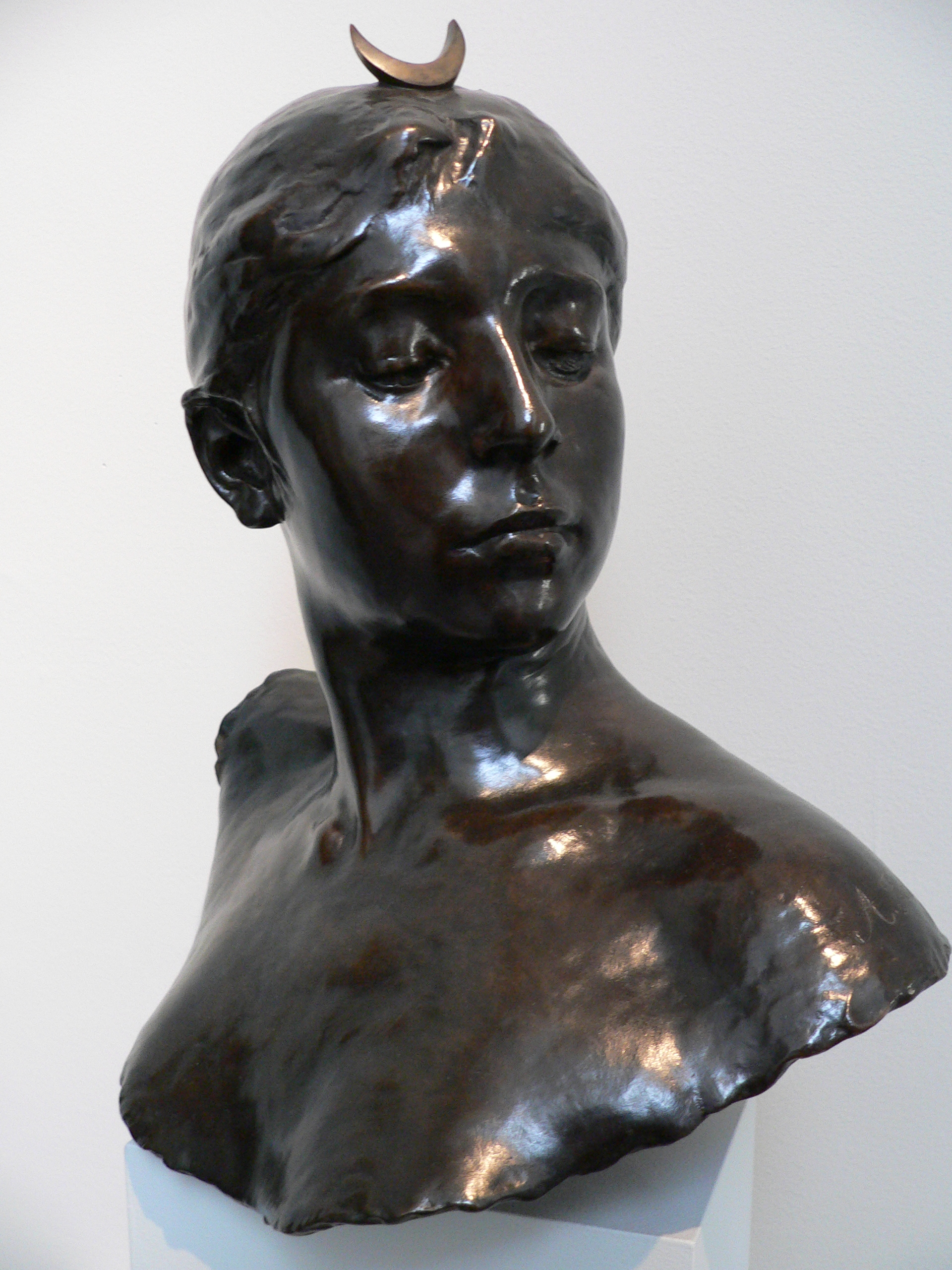
Diana, 1882, bronce, Museo de Stanford, Estados Unidos.

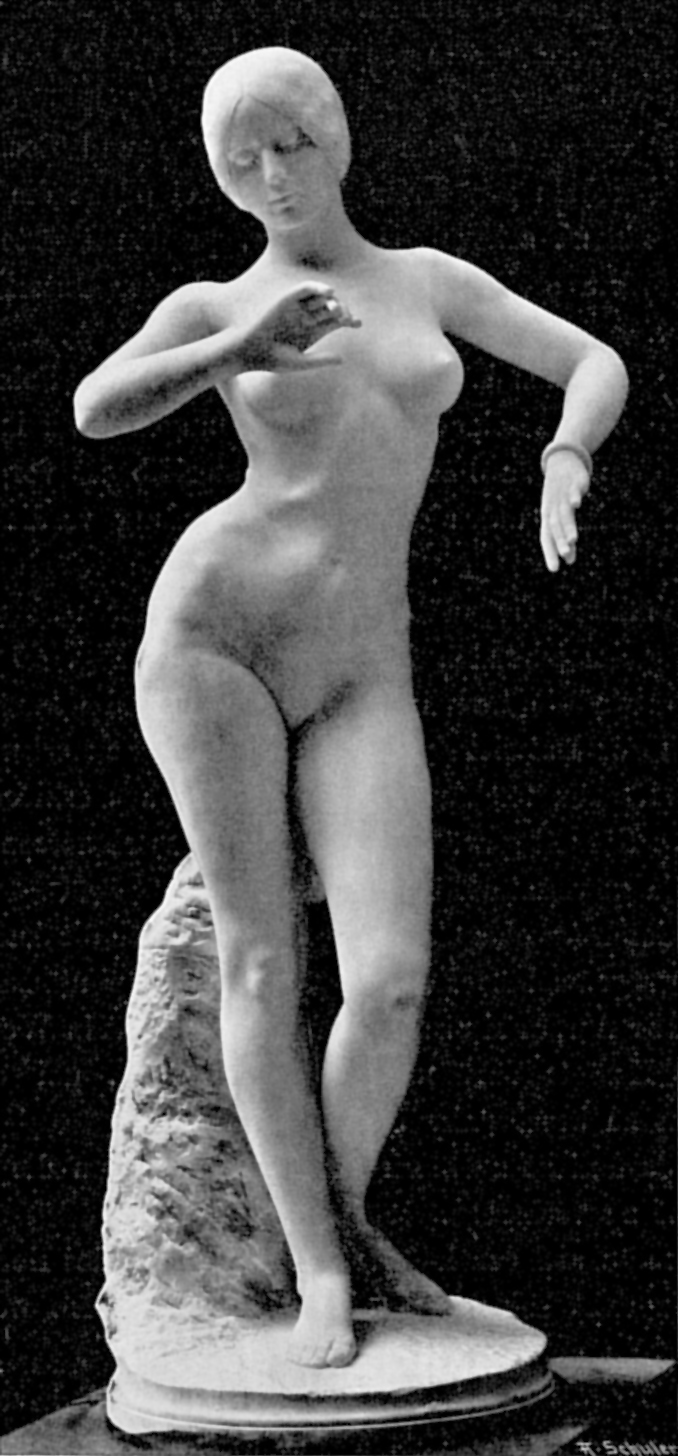
Bailarina.

Falguière fue influido por Jean-Baptiste Carpeaux, del que tomó su naturalismo. Hacia 1870, hizo su propia evolución artística llegando a un estilo más personal. Recibe varios contratos públicos, uno para la Ópera Garnier (1869) seguido por otro para el Théâtre français (1872) de París. 
A partir de este momento se dedicará a satisfacer diferentes encargos públicos, como monumentos, estatuas conmemorativas y alegóricas.
Para Toulouse, su ciudad natal, Falguière creó una representación alegórica de Suiza en 1875, por su apoyo armado. Para la ciudad de Mâcon una estatua de Alphonse de Lamartine (1876-1878).
Fue nombrado oficial de la Legión de Honor en 1878.
En 1879 realiza una estatua de San Vicente de Paul y en 1880 una de "Eva" que se encuentra entre las obras más notables del escultor.
En 1882 fue nombrado profesor de la Escuela de Bellas Artes y miembro electo del Instituto de Francia (Academia de Bellas Artes). Algunos alumnos famosos de Falguière fueron: Antonin Mercié, Laurent Marqueste, Eugène Benet, Gaston Schnegg, Ernest Henri Dubois, Antoine Bourdelle, Henri Alfred Auguste Dubois,  Achille Jacopin, Francis Edwin Elwell, Auguste Seysses y Maurice Bouval. 
Sus monumentos más importantes son los del Almirante Courbet (1890) en Abbeville y la famosa Juana de Arco. Entre los trabajos más notables están Diana (1882 y 1891), Juno y el pavo real, y El poeta, a horcajadas de Pegaso extendiendo las alas para el vuelo. Esculpió La bailarina, basándose en Cléo de Mérode que hoy se encuentra en el Museo de Orsay.
Su Triunfo de la República (1881-1886), una gran cuadriga para el Arco de Triunfo de París, es una de sus obras más sorprendentes, al estar llena de vitalidad. 
A estas obras hay que añadir sus monumentos al Cardenal Lavigerie y el del General de La Fayette (en Washington D. C.), así como la de Honoré de Balzac , que realiza para la Société des Gens de Lettres tras ser rechazada la ejecutada por Auguste Rodin, y los bustos de Carolus-Duran y Ernest Alexandre Honoré Coquelin (1896). Entre 1887 y 1890 trabajó en la escultura del mariscal Antonio José de Sucre que se encuentra en la plaza de Santo Domingo, de la ciudad de Quito.
En abril de 1900, se encontraba en la ciudad de Nimes, para la instalación de su monumento a  Alphonse Daudet. Ya estaba debilitado por la enfermedad y murió unas horas después de su apresurado regreso a París. Fue enterrado en el cementerio del Père-Lachaise, donde está el monumento conmemorativo realizado por su alumno Laurent Marqueste. Contaba 68 años de edad.

## Obras

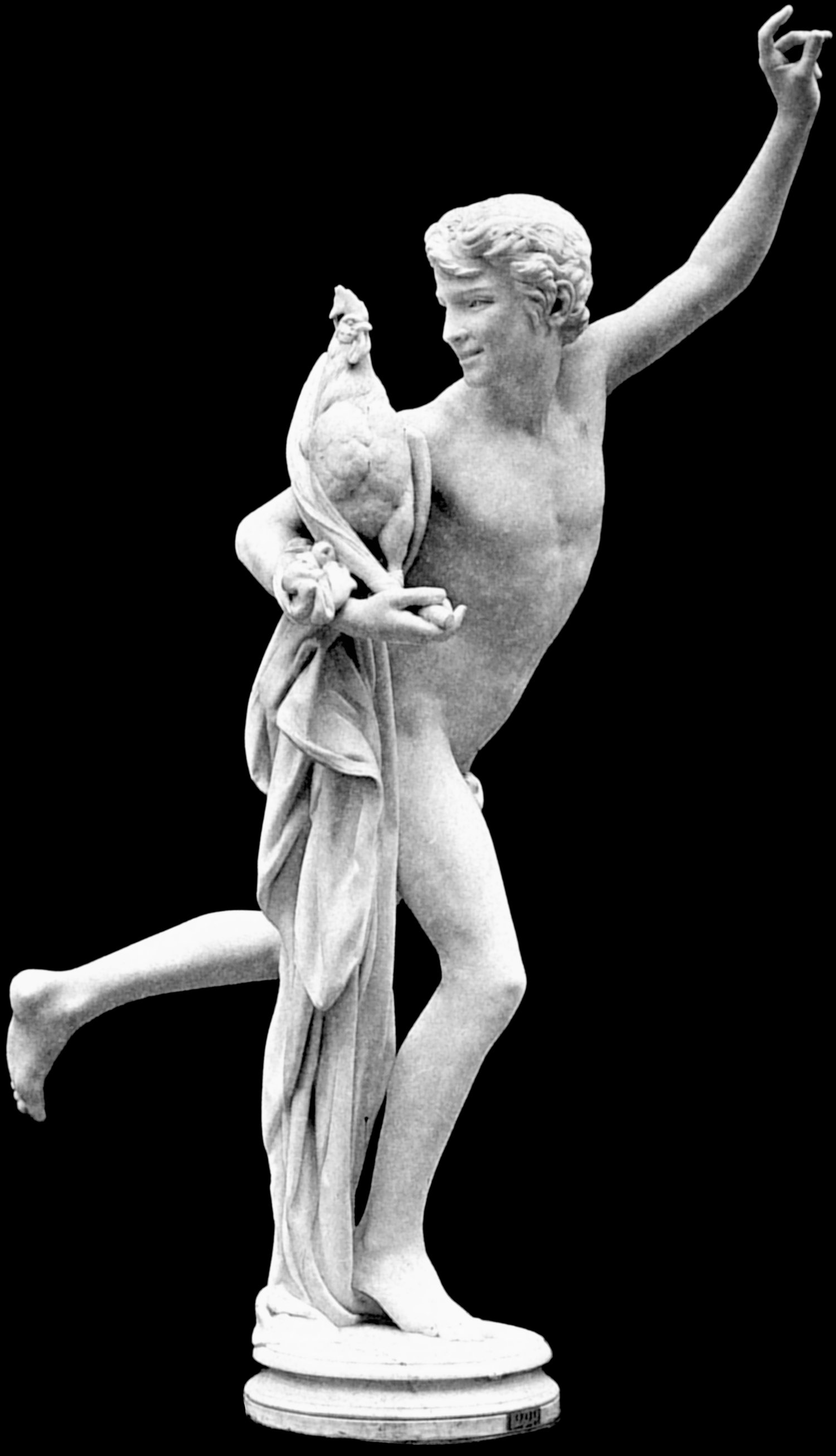
Victoria en la pelea de gallos de Falguière, grabado en un libro de 1900, con las cortinas añadidas.

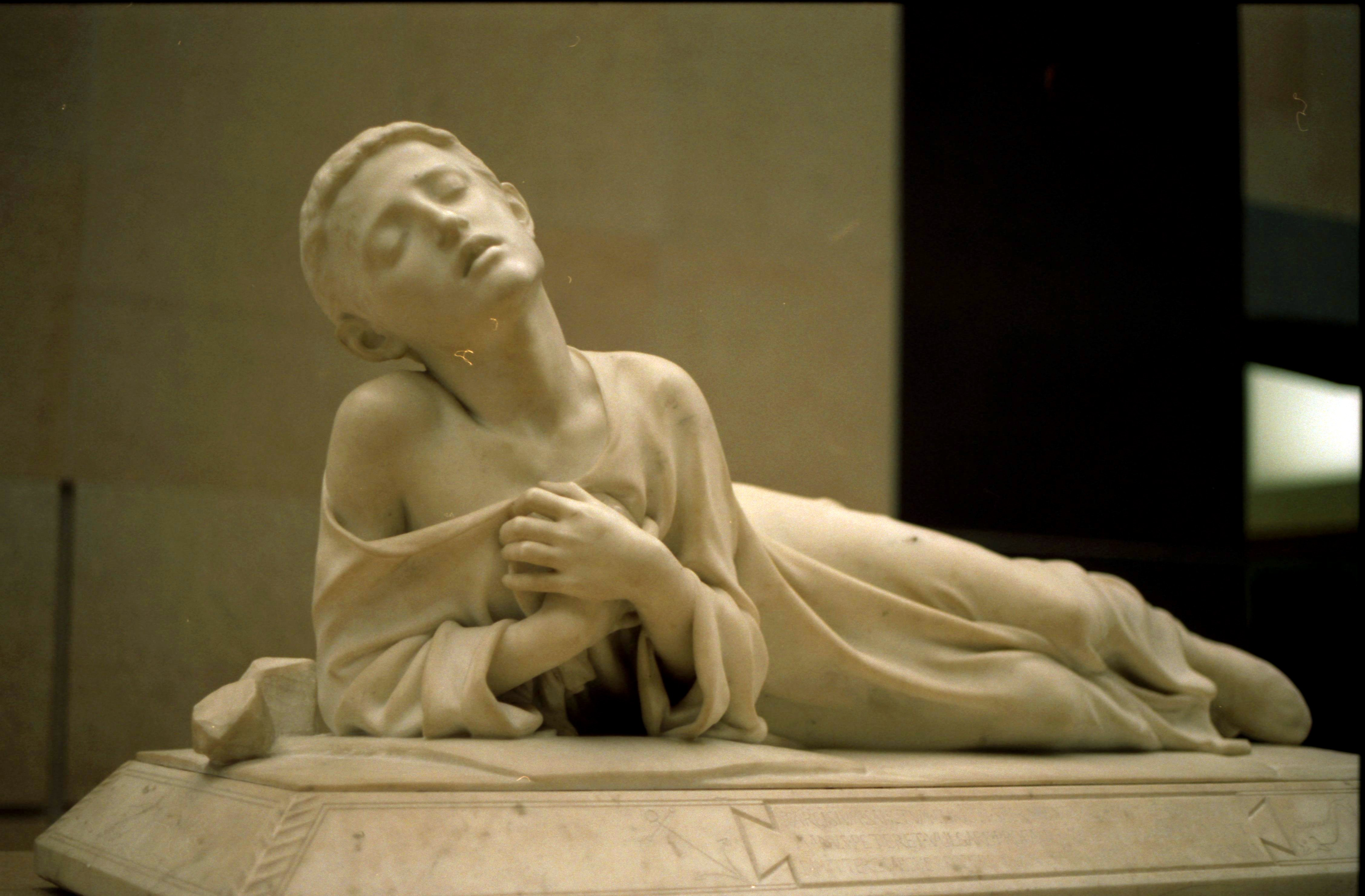
Tarsicio, mártir cristiano, 1868, Museo de Orsay.

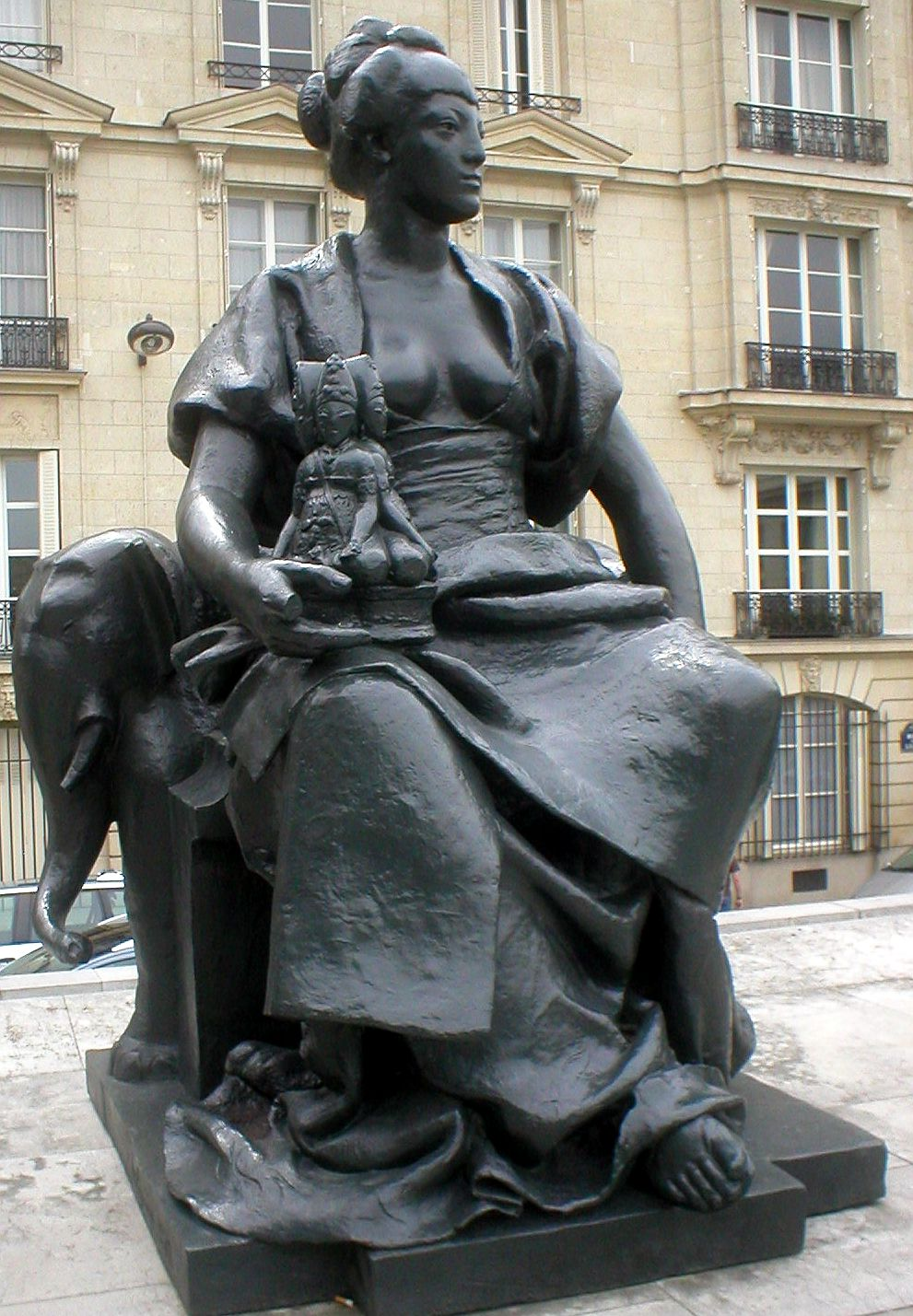
Asia (1878), Museo de Orsay.

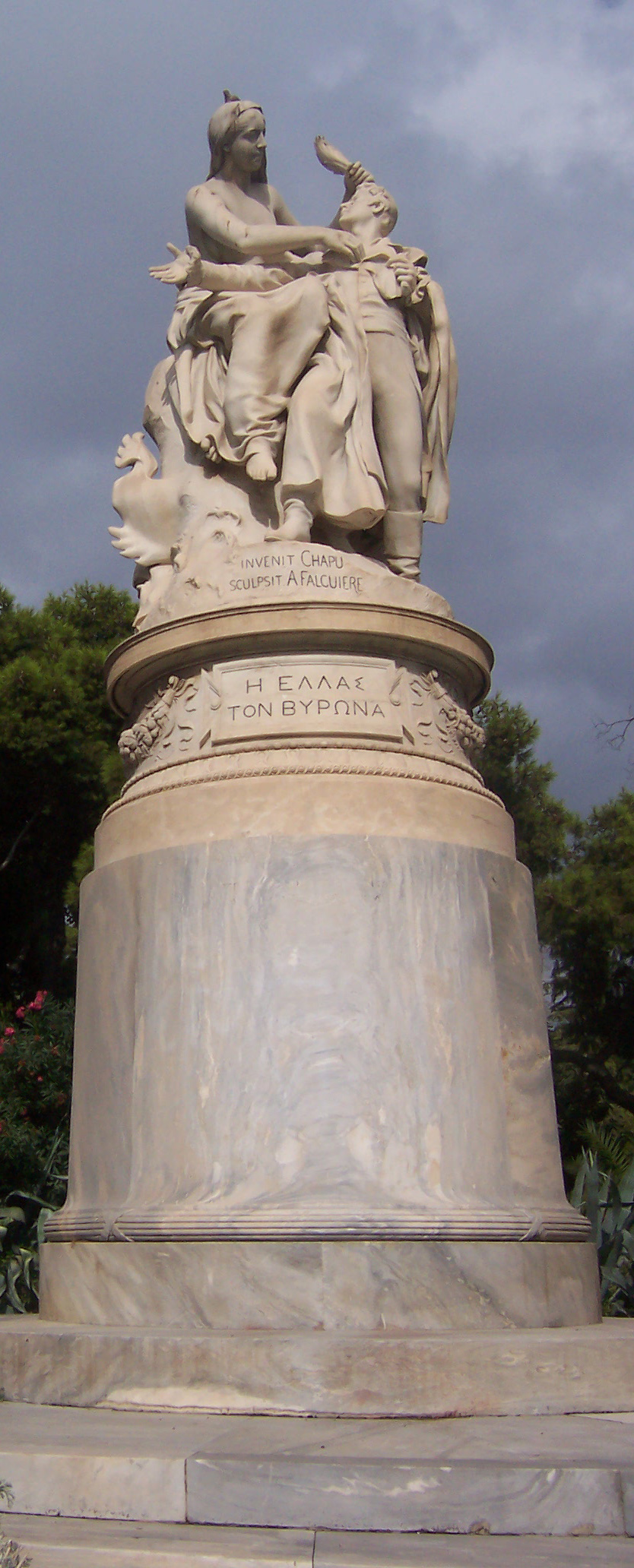
Estatua de Lord Byron, junto al Templo de Zeus Olímpico, en Atenas, Grecia.

### Esculturas
(Ordenadas por orden cronológico)
- Mecencio herido , salvado por la audacia de su hijo Lauso (Mézence blessé, préservé par l'intrépidité de son fils Lausus) (1859), yeso. El tema propuesto a los estudiantes para el concurso se tituló así: "Eneas lanzó su jabalina, la dureza del golpe atravesó por completo el espesor del escudo de Mecencio, le hiere a la altura de la ingle y se detiene por la debilidad para penetrar más allá. Inmediatamente Eneas, encantado de ver la sangre del tirreno, hecha mano a la espada y se revuelve con furia aprovechando la flaqueza de su enemigo. Al ver el peligro que corre su padre, al que amaba tiernamente, Lauso grita de dolor y las lágrimas brotan de sus ojos. Mecencio incapacitado para el combate, deja sus armas, retrocede y se desembaraza del escudo de la mortal picadura; Lauso se abalanza y se mete entre los dos rivales y aunque Eneas levanta el brazo para asestar el golpe mortal, su espada es detenida por Lauso, desviando su atención y desviando su furia. Los compañeros de Lauso alaban en voz alta al generoso hijo, que proporciona una retirada a su padre protegiéndolo al abrigo de sus escudos. Al mismo tiempo, lanzan sus jabalinas. "Virgilio, Eneida, Libro X.[4]

- Ganador en la pelea de gallos, (Vainqueur au combat de coqs)[5] (1864), estatua de bronce, en París, Museo de Orsay, y en Toulouse, Museo de los Agustinos

- Tarsicio, mártir cristiano (Tarcisius, martyr chrétien),[6] realizado en 1867 y presentado en el Salón de 1868, estatua, mármol, París, Museo de Orsay.

- Alegoría del Drama para la Nueva Ópera de París (Palacio Garnier) (1869).

- Pierre Corneille para el Théâtre français (1872).

- Bailarín egipcio (1873).

- Jean-Baptiste de La Salle (1875), estatua de bronce, Ruan, Plaza de Saint-Clément.

- Representación alegórica de Suiza, en apoyo del ejército francés (1875) Toulouse.

- Monumento a Alphonse de Lamartine (1876-1878) en Mâcon.

- Asia (1878), estatua, fundición en hierro, París, delante del Museo de Orsay: Exposición Universal de París de 1878, una de las seis esculturas de la serie Los seis Continentes.
- Fuente Sainte-Marie (1879), piedra, Ruan.

- San Vicente de Paul estatua, (1879).

- Eva , estatua (1880) se encuentra entre las obras más notables del escultor.

- Diana (1882).

- Triunfo de la República (1881-1886), una gran cuadriga para el Arco de Triunfo.

- Escultura del mariscal Sucre (1887-1890), en Quito.[3]

- Monumento al Almirante Courbet (1890) en Abbeville.

- Diana (1891).

- Carolus-Duran y Ernest Alexandre Honoré Coquelin, bustos (1896).

- Bailarina, basada en Cléo de Mérode (1896). El tomar como modelo a una persona contemporánea supuso un auténtico escándalo. Gauguin declaró el 15 de marzo de 1895: "¡Podemos hacer moldeados perfectos a partir del natural; un moldeador hábil le hará así una estatua de Falguière cuando usted quiera!",[7] hacia 1896, modelo en molde de yeso de tamaño natural, Museo de Orsay.

- Monumento a Pasteur (1900), grupo monumental de mármol, sentados alrededor de Pasteur, la Muerte, personas, bovinos, ovinos. Realizado por suscripción pública, Falguière no pudo completar el monumento antes de su muerte. Fueron sus colaboradores Victor Peter y Louis Dubois, quienes lo finalizaron. Instalado en 1908 en el centro de la Plaza de Breteuil en el 7 º distrito de París.

- Monumento a Alphonse Daudet (1900).

- Honoré de Balzac (1902), piedra, situado en la encrucijada de la rue Balzac y la Avenida de Friedland, en la plaza de Georges Guillaumin de París. realizado para la Société des Gens de Lettres, tras ser rechazada la ejecutada por Auguste Rodin.

Sin fecha de ejecución:
- Monumento a Juana de Arco.

- Juno y el pavo real

- El poeta, a horcajadas de Pegaso extendiendo las alas para el vuelo.

- Monumento al Cardenal Lavigerie

- Monumento al General de La Fayette (en Washington D. C.)

- Escultura en recuerdo a Lucio Vicente López sobre un sarcófago de mármol en el cementerio de la Recoleta de Buenos Aires. En memoria del escritor argentino, que falleció a los 46 años en un duelo[8]
- Escultura de una madre con su hijo, junto al Templo de Zeus Olímpico, en Atenas, Grecia. A partir de un diseño de Chapu.

### Pinturas
- Los luchadores (1875).
- Abanico y Daga (1882); representa una desafiante mujer española; se encontraba en el Museo de Luxemburgo.
- Decapitación de San Juan Bautista (1877).
- La Esfinge (1883).
- Acis y Galatea (1885 ).
- Mujer anciana y niño (1886).
- En la plaza de toros.